# 曹邕
曹邕（？—229年）是曹魏文帝的兒子。

## 母
苏姬，曹丕的妾室

## 生平
魏文帝曹丕之子，苏姬生。魏黄初二年（221）封为淮南公，封地为九江郡。黄初三年（222），进封为淮南王。四年（223）封为陈王。六年（225）改封为邯郸王。明帝太和三年（229）去世，谥號怀。五年，以任城王曹楷之子曹温嗣曹邕后。六年，改封为鲁阳王。曹魏景初、正元、景元年间，屢次增加封邑，累積至四千四百户。

## 延伸阅读
[在维基数据编辑]
 《三國志·卷20》，出自陳壽《三國志》